# Embalse de Becerril
El embalse de Becerril se encuentra localizado en Tornadizos de Ávila, pertenece a la cuenca hidrográfica del Duero, y represa las aguas del río Chico.
La presa fue construida en el año 1930 y es de gravedad, proyectada por L. Finat. El embalse tiene una superficie de 40 ha, y una capacidad de 2 hm³.